# Liebfrauenkirche (Damme)

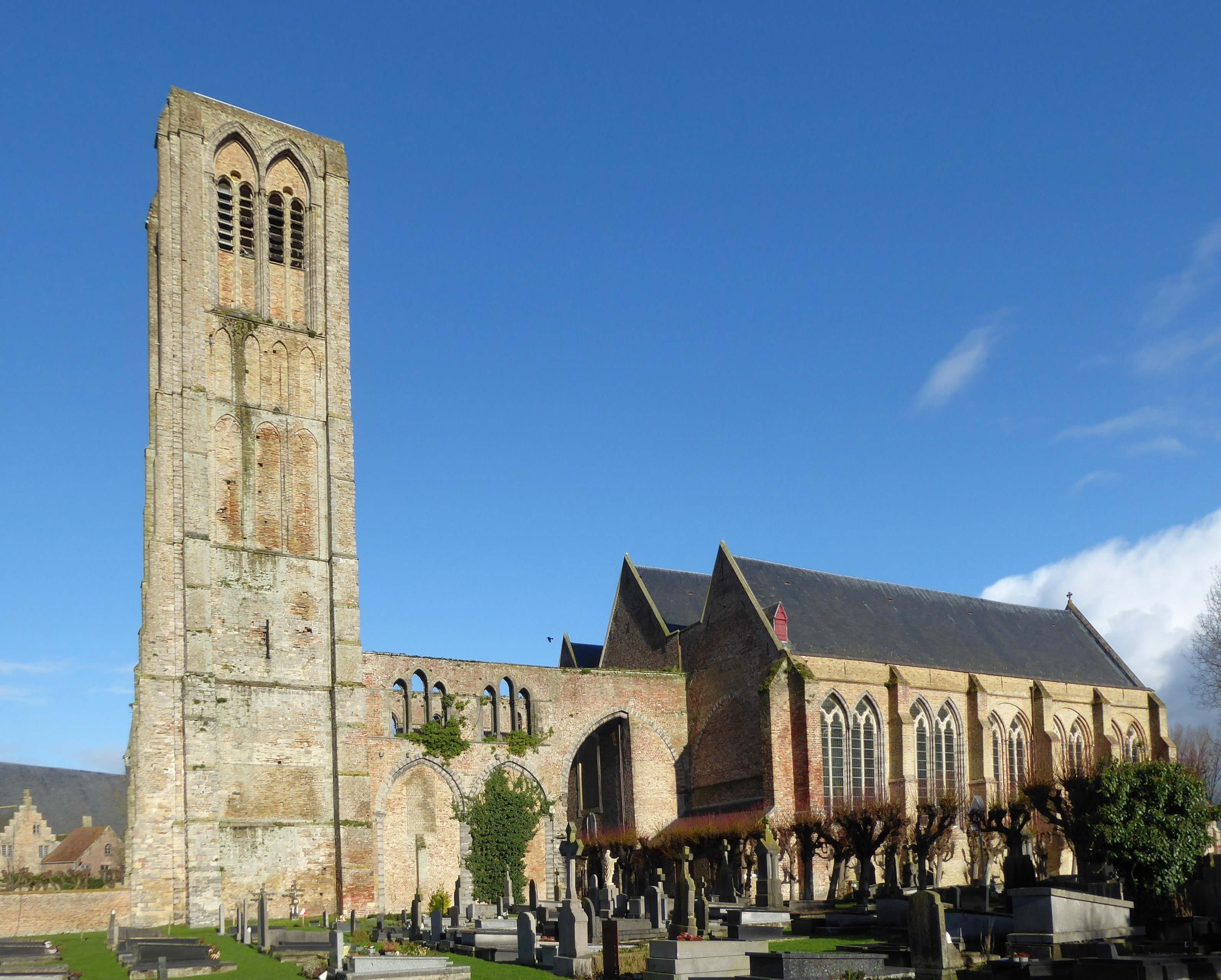
Liebfrauenkirche in Damme

Die römisch-katholische Kirche Unser Lieben Frauen Himmelfahrt (kurz Liebfrauenkirche, niederländisch Onze-Lieve-Vrouw-Hemelvaartkerk) ist eine mehrfach umgebaute, fragmentarisch erhaltene Kirche der Scheldegotik in Damme bei Brügge in Belgien. Sie steht unter Denkmalschutz.
Die Kirche besteht aus den Überresten einer frühgotischen Kirche (Scheldegotik) aus dem 13. Jahrhundert, die zwischen dem 13. und 16. Jahrhundert erweitert wurde und von der das Kirchenschiff, das Querschiff und der Turm 1725–1727 teilweise abgerissen wurden. Der Chor, der in der zweiten Hälfte des 13. Jahrhunderts in einen Hallenchor umgewandelt wurde, ist eines der ältesten Beispiele dieser Art in Flandern. Es befindet sich in einem weitgehend ummauerten Gelände im Südwesten des Stadtzentrums mit dem angrenzenden Friedhof im Süden und dem Kirchhof im Norden.

## Geschichte

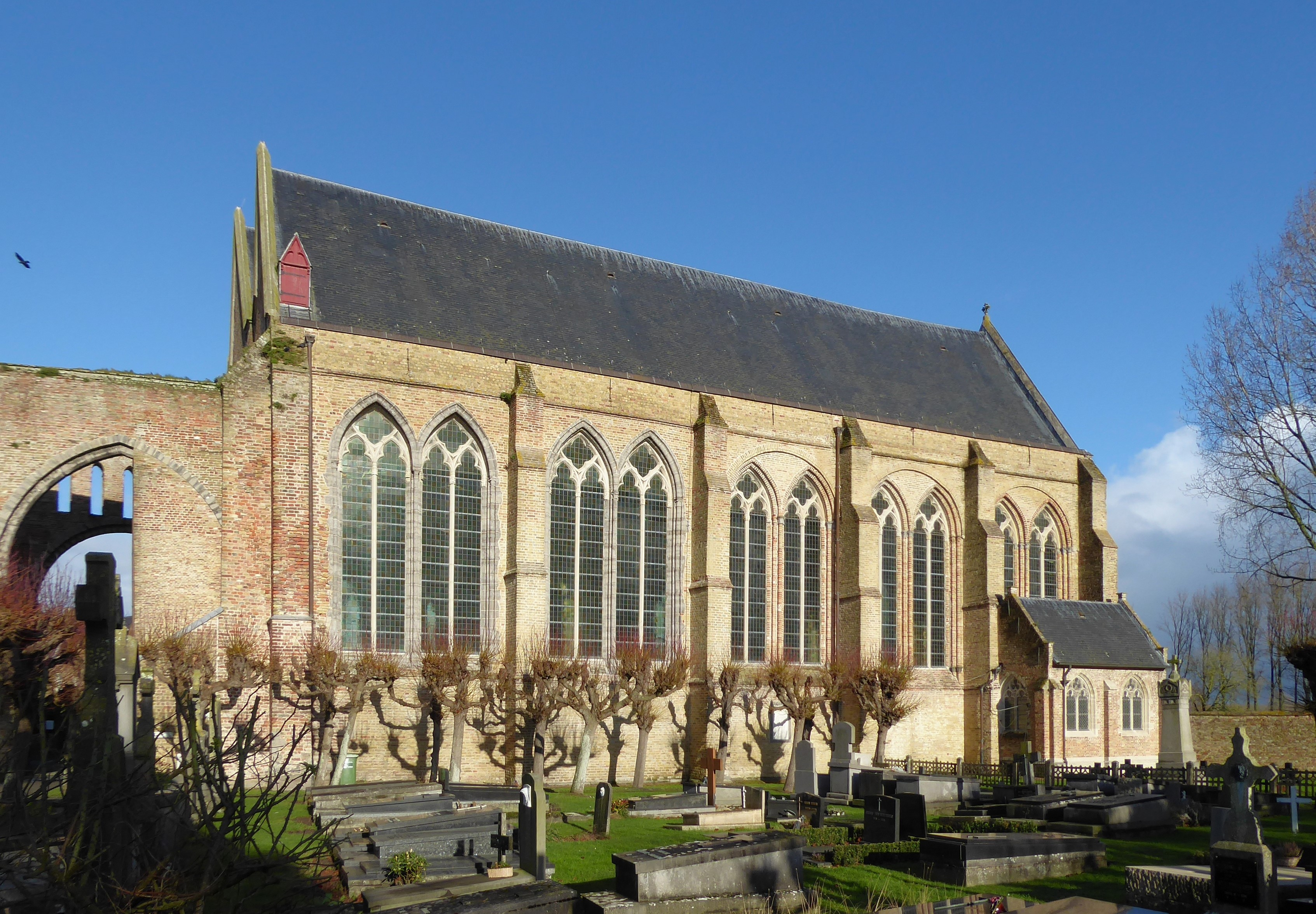
Der Hallenchor von Süden

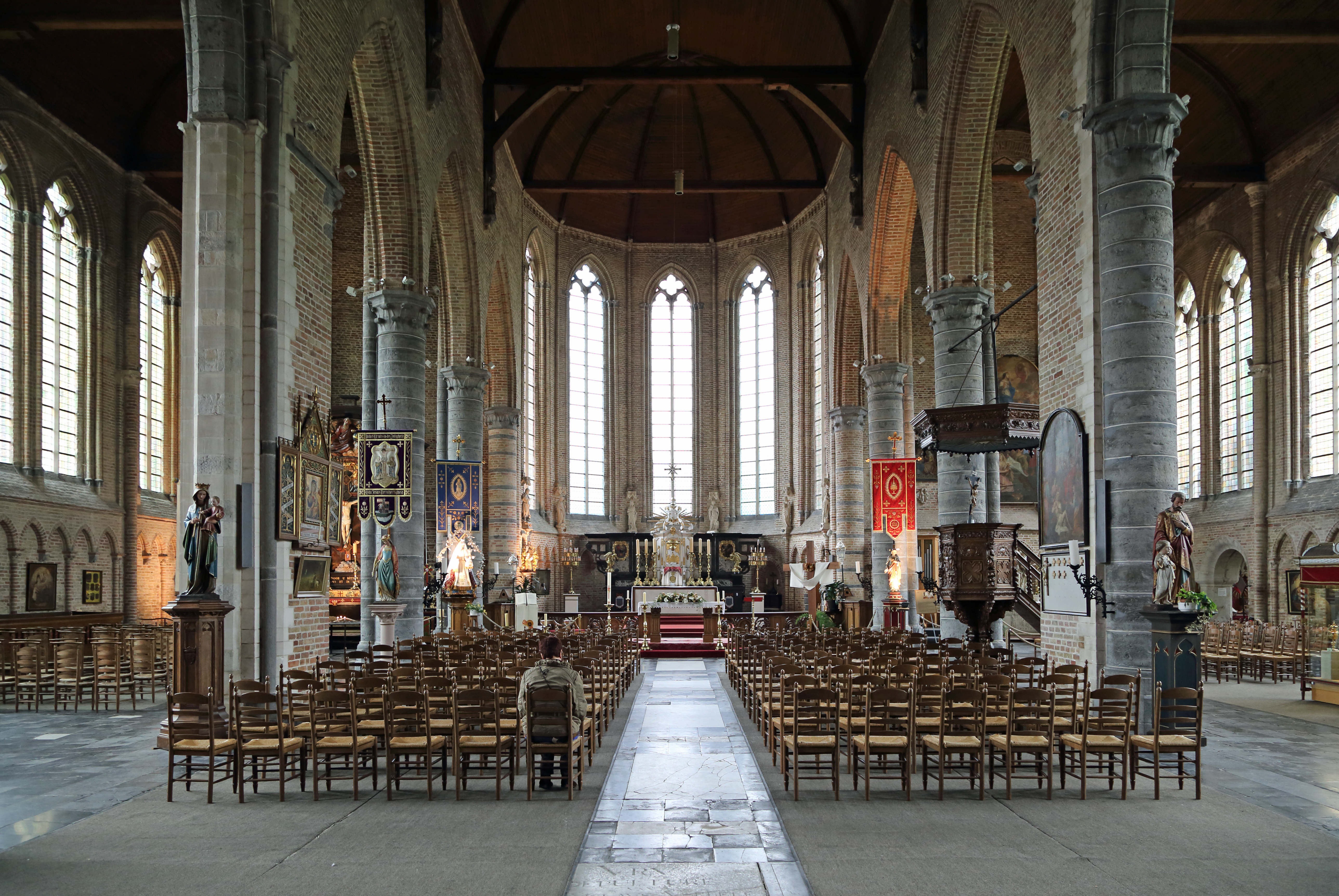
Blick zum Chor

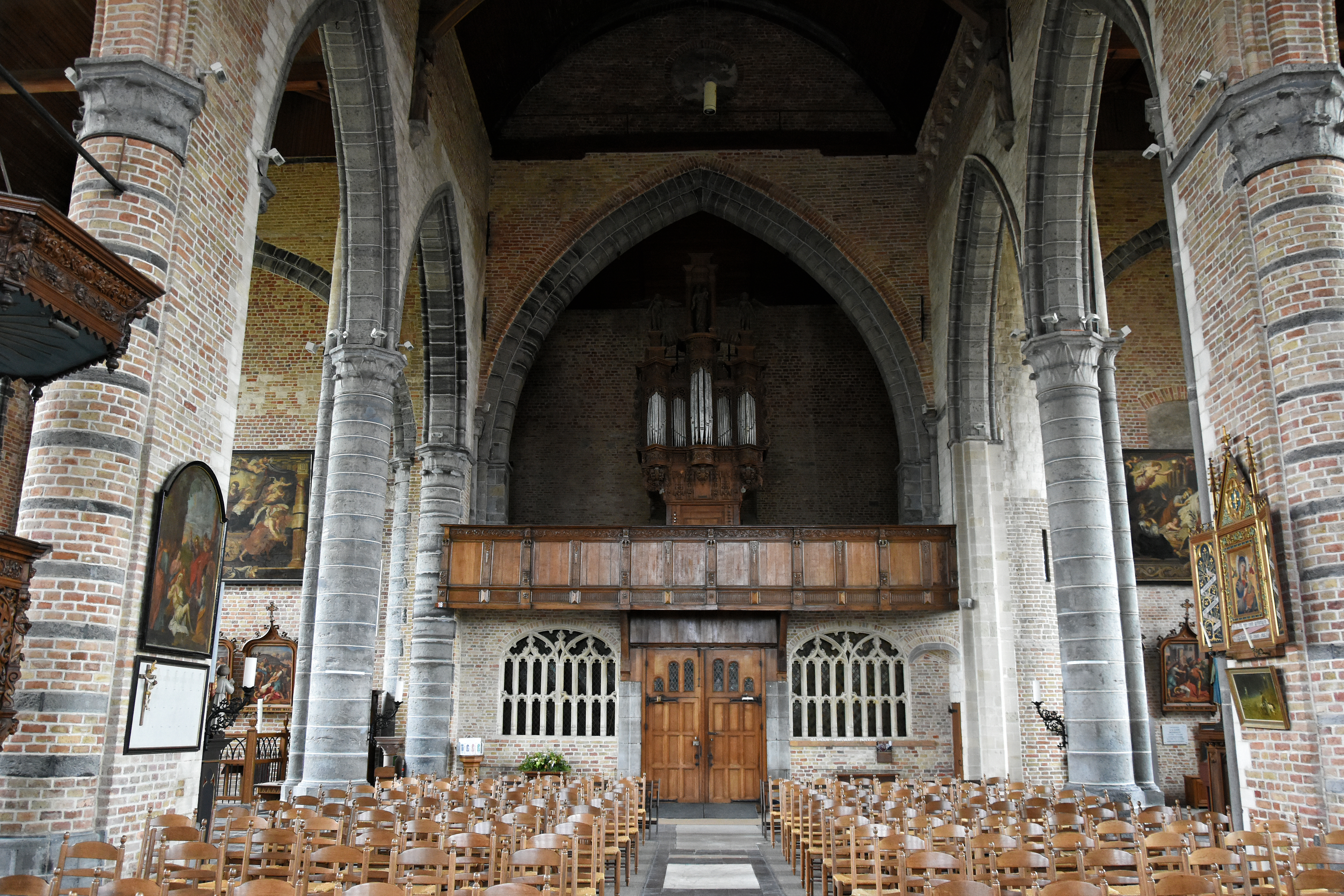
Blick zur Orgel

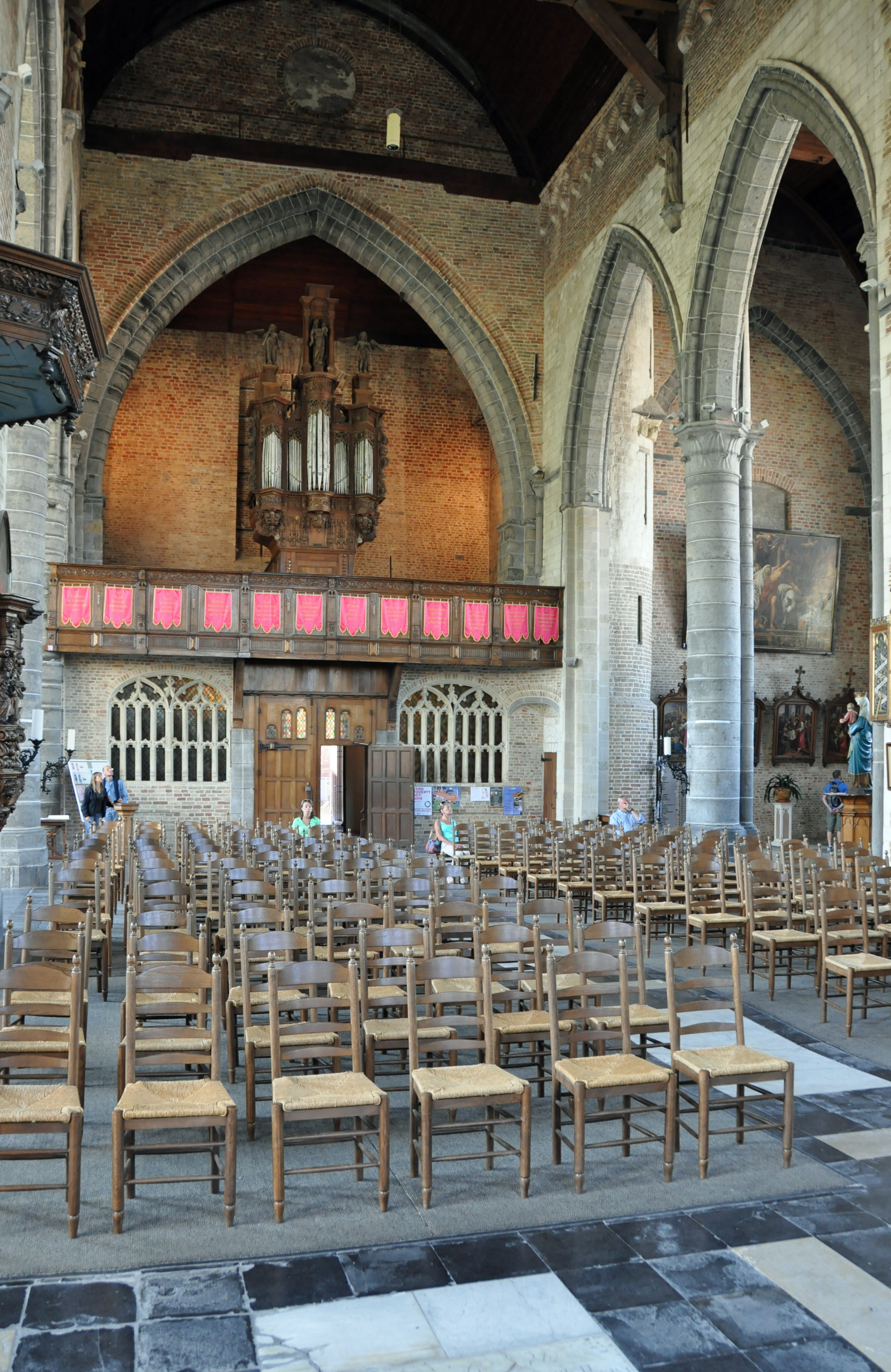
Orgel

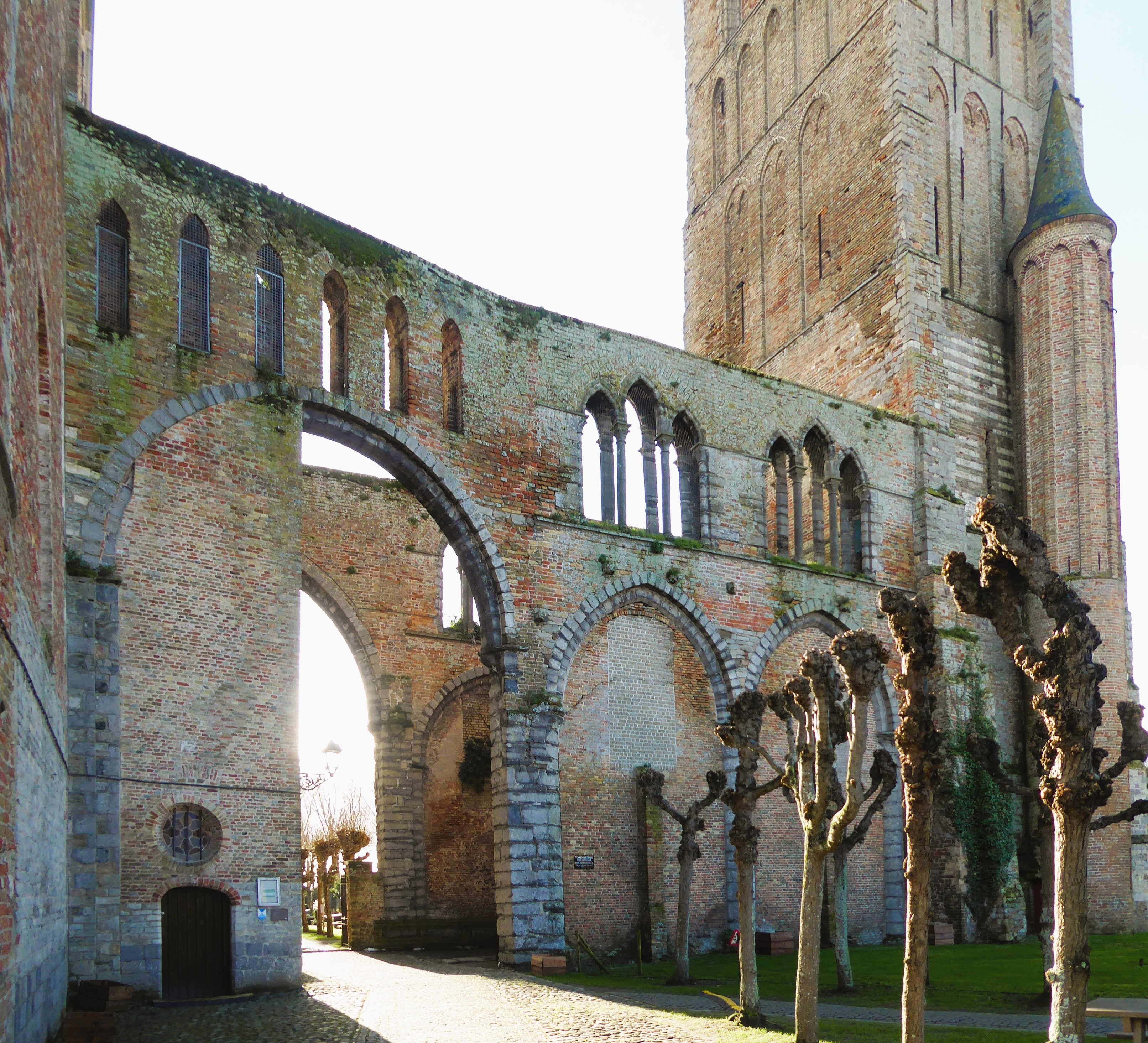
Ehemalige Langhausarkaden

Um 1180 wurde an der Südseite der Stadt ein der Muttergottes gewidmetes Gotteshaus errichtet, ursprünglich wahrscheinlich eine Kapelle der Pfarrei Oostkerke, aus der auch die Pfarreien Lapscheure und Moerkerke hervorgegangen sind. Zu Beginn des 13. Jahrhunderts machte das Wachstum der Stadt die Gründung einer neuen Pfarrei neben der bereits bestehenden Pfarrei Sint-Katharina Buiten-Damme und den Bau einer neuen Kirche erforderlich. Aus dem Gotteshaus aus dem 12. Jahrhundert wurde eine eigenständige Pfarrei gegründet, deren Patronatsrecht in den Händen der Abtei von Saint-Quentin-en-l’Isle in der Diözese Noyon liegt (Patronat der Muttergemeinde Oostkerke). Um 1210–1225 wurde die Liebfrauenkirche erbaut, eine frühgotische dreischiffige Basilika mit Westturm. Im Laufe des 13. und 14. Jahrhunderts wurde die Kirche aufgrund des Bevölkerungswachstums mehrfach vergrößert; in der zweiten Hälfte des 13. Jahrhunderts wurden ein nördlicher und ein südlicher Seitenchor errichtet und der mittlere Chor zu einem Hallenchor erhöht; um 1340 wurden die Chöre um drei Joche und eine fünfseitige Apsis erweitert. Der Chor und die Seitenkapellen waren also größer als das eigentliche Kirchenschiff. Im Jahr 1483 wurde die Kapelle des Heiligen Sakraments gegenüber dem Südchor im Auftrag des Bürgermeisters Joos de Man und seiner Frau Elisabeth Geerolfs errichtet und bis ins 19. Jahrhundert als Sakristei genutzt. Im Jahr 1513 wurde der Kirchturm erbaut. In den Jahren 1555–1558 wurde ein spätgotischer Lettner durch die Brügger Steinmetze Joos Aerts und Jan de Smet geschaffen. Während des Geusenkrieges (ab 1578) wurde die Liebfrauenkirche geplündert; eine Reihe von Apostelstatuen aus dem 14. Jahrhundert und der spätgotische Lettner blieben jedoch verschont. Zur gleichen Zeit wurde die Katharinenkirche völlig zerstört; die Gemeindemitglieder der Katharinenkirche außerhalb von Damme übernahmen den St.-Anna-Chor der Hauptkirche für den Gottesdienst; 1602 wurde diese Pfarrei mit derjenigen der Liebfrauenkirche vereinigt.
In den Jahren 1621 und 1626 wird ein Auftrag für die notwendigen Reparaturen an der Kirche erteilt, die bis 1639 durchgeführt werden. Im Laufe des 17. Jahrhunderts wurden einige Veränderungen an der Außenfassade im Barockstil vorgenommen, darunter der Austausch der Spitzbogenfenster in der Apsis durch barocke Segmentbogenfenster; auch die Ausstattung wurde erneuert.
Aufgrund des baufälligen Zustands der Kirche, des Geldmangels für eine gründliche Restaurierung und des allmählichen Niedergangs der Stadt, der zu einem Bevölkerungsrückgang führte, wurde beschlossen, einen Teil der Kirche abzureißen. Im Jahr 1704 erteilten die kirchlichen und zivilen Behörden die Erlaubnis dazu, aber Streitigkeiten über die Anteile der einzelnen Parteien führten zu einer neuen Vereinbarung, die am 17. März 1725 vom Großen Rat von Mechelen genehmigt wurde. Im selben Jahr wurden das Querschiff und das Kirchenschiff abgerissen, ebenso wie der Kirchturm im Jahr 1727. Zwei Mauern des Mittelschiffs blieben aus Gründen der Stabilität und zur Abstützung des Turms erhalten, die Seitenchöre wurden mit neuen Westwänden abgeschlossen und vor dem Mittelchor wurde eine große Vorhalle errichtet, die auch den unteren Teil des alten Lettners enthielt. Der Turm wurde ebenfalls repariert. In der gesamten Diözese wurden Spenden gesammelt, um die Arbeiten zu finanzieren.
Im Jahr 1859 wurde eine Sakristei gebaut. Im Jahr 1873 wurde ein Restaurierungsentwurf des Architekten Pieter Buyck (Brügge, 1805–1877) genehmigt. Die Arbeiten wurden erst in den Jahren 1890–1895 von dem Architekten Antoon Verbeke (Brügge, 1828 – Assebroek, 1907) ausgeführt, aber aufgrund von Nachlässigkeiten vorzeitig abgebrochen. Die Arbeiten wurden 1902 von dem Architekten Charles De Wulf (Brügge, 1865–1904) wieder aufgenommen und nach seinem Tod 1906 von René Buyck (Brügge, 1850–1923) abgeschlossen. Bei diesen umfangreichen Restaurierungsarbeiten wurden zahlreiche authentische Elemente ersetzt oder erneuert, darunter die Fensterwände, Wandnischen, das Triforium, die Balken und die Tonnengewölbe. Außerdem wurden der barocke Hauptaltar und der Südchor abgebaut und der Innenraum verputzt, wodurch die mittelalterlichen Wandmalereien verloren gingen.
Während des Zweiten Weltkriegs wurden das Triforium und der Treppenturm durch Beschuss beschädigt (1944). Wartungsarbeiten am Dach erfolgten im Jahr 1984. Im Jahr 1992 wurden Sicherungsarbeiten durchgeführt. Umfangreiche Restaurierungsarbeiten, einschließlich Dacheindeckung und Dachrinnen, erfolgten zwischen 1998 und 2004. Bei Ausgrabungsarbeiten (1999) wurden mehrere Gräber aus der Zeit zwischen 1350 und 1400 freigelegt. Die Restaurierung einschließlich der Fassaden wurde weiter fortgesetzt. (Stand 2006)

## Architektur der Pfarrkirche
Der Grundriss zeigt eine ursprünglich basilikale kreuzförmige Kirche mit Westturm, dreischiffigem Langhaus, Querschiff, Chor und zwei Seitenkapellen. Die Kirche besteht aus dem erhaltenen Westturm mit Treppenturm in der Nordwestecke, der Ruine des zweijochigen Kirchenschiffs und das reduzierte einjochige Querschiff sowie dem dreischiffigen, flachgedeckten fünfjochigen Hallenchor mit fünfseitigem Abschluss. Sie hat jetzt ein Westportal im mittleren Teil des Chors. Die Ostwand des Nordchors weicht aufgrund des Verlaufs der Kerkstraat ab. Die Sakramentskapelle ist an der Südseite und die Sakristei an der Ostseite (gegen die Apsis) des Südchors angebaut.
Als Materialien wurden die typischen Materialien der Scheldegotik verwendet, rotbrauner Backstein (und andere) mit Tournai-Kalkstein im Sockel der älteren Teile; der Turm aus anderen Natursteinen, darunter Tuffstein. Das Bauwerk ist schiefergedeckt. Im dreischiffigen Hallenchor ist jedes Schiff separat mit einem Satteldach gedeckt; die Sakramentskapelle mit einem Satteldach (First parallel zur Kirche), die Sakristei mit einem Pultdach.

### Äußeres
Der 45 m hohe Westturm war einst mit Turmspitze und Ecktürmchen bekrönt, die 1727 abgerissen wurden. Er ist einer der vier charakteristischen flach geschlossenen Kirchtürme in der Polderregion ohne Turmspitze, siehe auch in Oostkerke (die nach der Zerstörung durch die deutschen Besatzer wieder aufgebaut wurde), Lissewege und Sint-Anna-ter-Muiden. Der Turm besteht aus sechs Geschossen: die unteren drei sind schlicht verziert und werden von abgestuften Strebepfeilern gestützt; die oberen drei mit nicht abgestuften Lisenen. Eine leichtere Struktur des oberen Teils wird durch Spitzbogenblenden in der vierten und fünften Etage erreicht; die oberen Geschosse sind auf jeder Seite mit zwei gekuppelten Klangarkaden aus Tournai-Stein in vertieften Nischen geöffnet. Die Spuren des ursprünglichen Eingangs zur Kirche und der Rahmen des Spitzbogenfensters sind noch zu sehen, beide sind zugemauert. Ein runder Treppenturm ist gegen den nordwestlichen Strebepfeiler auf der Nordseite mit Blindbögen angebaut. Ursprünglich befanden sich im Turm drei Glocken, die „Vrieze“, die „Nieuwe Klok“ und die „Scelle“. Die Inschrift der heutigen Glocke (1804) lautet: „PIETER GALLE: MEYER DER STEDE VAN DAMME EN EUGENIE PIETRONELLE DULLAERT ONDER DE REGIERINGE VAN D'HEER JOANNIS BAPTISTE DE MEY PASTOOR, JACOBUS VALCKE, JAC. D'HONDT ENDE LOUIS VAN DEN BULCKE KERCKMEESTERS. - JACOBUS DUMERY ME FECIT BRUGIS 1804“.
Das Durchgangsportal führt in den Raum unter dem Turm, der an der Ostseite offen und durch Gittertore von der restlichen Grundfläche getrennt ist, mit der Grabplatte für Jacob van Maerlant des Brügger Bildhauers Hendrik Pickery (1893) in der südlichen Turmwand. Die Ruine des Kirchenschiffs, der heutigen „Voorkirche“, ist als Überrest des (kurzen) Kirchenschiffs aus der zweiten Hälfte des dreizehnten Jahrhunderts zu erkennen. Die heutige Fassade besteht aus zugemauerten Bogengängen auf Tournai-Kalksteinpfeilern mit Knospenkapitellen und achteckigen Abdeckplatten; ferner sind Spuren von zugemauerten barocken Segmentbogenfenstern zu erkennen. Oben führt ein äußerer Laufgang entlang, der durch wohlgestaltete Tournai-Gruppenfenster mit drei Öffnungen begleitet wird. Das reduzierte Querschiff ist mit großen Spitzbogenöffnungen versehen. In der Mitte der drei Chöre befindet sich die heutige Vorhalle von 1725, die den unteren Teil des spätgotischen Lettners enthält. Das Rundbogenportal besteht aus Naturstein (Balegem-Stein), darüber befindet sich eine Rundbogennische mit Marienstatue und geschlossenem Segmentbogenfenster. Das heutige Tor stammt aus dem Jahr 1931.
Die heutige Hallenkirche besteht aus dem ehemaligen dreischiffigen Chor mit rechteckig geschlossenen Seitenchören, von denen die Westwand Spuren der alten Ostquerhauswand und Spuren von geschlossenen Segmentbogenfenstern aufweist. Eine Kartusche ist in der Nordwestwand angebracht. Die Chorschiffe sind durch schwere, abgestufte Pfeiler getrennt. Im westlichsten Pfeiler des Nordchors befindet sich eine Nische mit Spitzbogen, die mit einer Kreuzblume und Krabben bekrönt ist und in der die Statue der Jungfrau Maria mit Kind steht. Die zwei äußersten westlichen Chorjoche (zweite Hälfte des 13. Jahrhunderts) werden von zwei gekuppelten Spitzbogenfenstern in Natursteinrahmen erhellt; die drei östlichen Chorjoche (Anfang des 14. Jahrhunderts) sind mit ähnlichen Fenstern in rundbogigen Nischen und Ziegelrahmen ausgestattet. Die Grabmonumente und das Maßwerk wurden im späten neunzehnten Jahrhundert ersetzt. Die Ostfassaden der Seitentürme wurden ursprünglich von großen dreibahnigen Backstein-Fenstern dominiert, die jetzt zugemauert sind; blinde dreibahnige Fenster sind in den Giebeln angeordnet. Die fünf Spitzbogenfenster in der Apsis stammen aus der Restaurierung von 1890–1895 und 1906 und ersetzen die beiden barocken Segmentbogenfenster aus dem 17. Jahrhundert. Im zentralen Pfeiler befindet sich eine Nische mit einer Statue der Jungfrau Maria und eines Kindes. Die Kapelle des Allerheiligsten Sakraments wird durch drei Spitzbogenfenster erhellt.

### Inneres
Das Innere ist unverputzt, wobei zumeist Ziegel- und Natursteine verwendet wurden. Das Innenportal ist mit gemauertem Kreuzrippengewölbe mit Natursteinrippen abgeschlossen. In der heutigen Vorhalle befindet sich der untere Teil des spätgotischen Lettners (1555–1558), der ursprünglich den Chor von der Vierung trennte; dabei wurde Brabanter (weißer) Stein, Blaustein (Säulen) und Backstein verwendet. Der Lettner ist mit Kreuzgewölben unterwölbt und durch zwei Korbbogen mit feinem Maßwerk geöffnet; das Triumphkreuz ist nicht mehr vorhanden. Der Lettner wird auf der Nordseite von einem älteren Treppenturm aus Tuff- und Kalkstein mit späterem Backsteinaufsatz flankiert, der ursprünglich an die ehemalige Ostwand des nördlichen Querschiffsarms angebaut war und von dem aus der Zugang zum Triforium und später zur Empore möglich war. Der heutige Eingang und das Treppenhaus stammen aus dem Jahr 1906.
Die Kirche ist eine Hallenkirche mit drei fast gleich hohen Schiffen (Chören), die jeweils von einem hölzernen Tonnengewölbe bedeckt sind; die Zuganker (Ende des 19. Jahrhunderts erneuert) sind mit Spannvorrichtungen, Kragsteinen und skulptierten Wandpfosten mit Apostelstatuen ausgestattet, die auf Natursteinkonsolen ruhen. Die zwei westlichen Joche gehen auf den ersten, dreiseitigen Chor aus dem zweiten Viertel des dreizehnten Jahrhunderts zurück. Hohe Lanzettarkaden aus Naturstein auf Pfeilern mit achteckiger Basis und geschweiften Kapitellen werden von Kalksteinmauerwerk überragt; das Ziegelmauerwerk darüber deutet auf die Erhöhung des Chors in der zweiten Hälfte des 13. Jahrhunderts hin. An den beiden schweren Pfeilern im mittleren dritten Joch beginnt der Choranbau aus dem vierzehnten Jahrhundert mit einer gemauerten Spitzbogenarkade auf Natursteinpfeilern. In den Seitenschiffen sind die Pfeiler teils aus Naturstein, teils aus Backstein verlängert. Bei den Pfeilern im östlichen Joch wechseln sich Back- und Natursteinschichten ab. Die unteren Wände des heutigen Kirchenschiffs und des Chors werden von Blendarkaden gegliedert, die in den beiden westlichsten Jochen aus Rundbögen und in den anderen Jochen aus Spitzbögen auf Maskenkonsolen aus Naturstein bestehen. Der weiß-schwarz geflieste Kirchenboden aus Naturstein ist vor allem im nördlichen und mittleren Kirchenschiff mit eingelassenen alten Grabsteinen versehen. Zwei steinerne Rundbogenöffnungen mit Kreuzrippengewölbe sind über dem Eingang zur Kapelle des Heiligen Sakraments angeordnet.

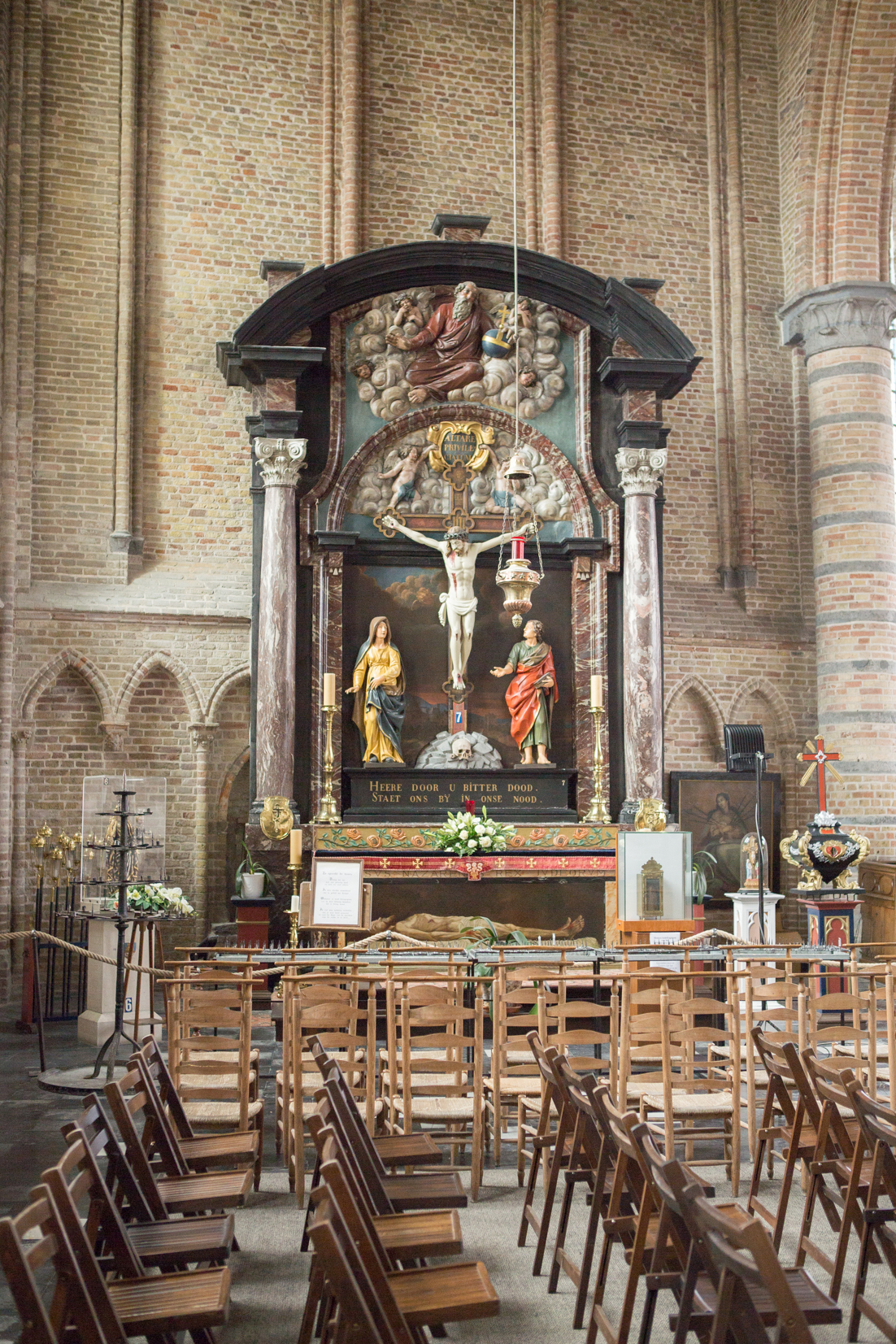
Seitenaltar im nördlichen Seitenschiff

## Ausstattung
Zu den bildhauerischen Werken gehören acht Apostelstatuen aus Eichenholz auf den Diensten, darunter der Heilige Andreas, der Heilige Bartholomäus und der Heilige Johannes der Evangelist (um 1270–1280) mit Spuren von Polychromie. Sie gehören zu den ältesten Beispielen für Holzschnitzereien an mittelalterlichen Fassaden in Flandern. Vierpass-Gewölbeschlusssteine aus dem späten 13. Jahrhundert sind mit biblischen Szenen verziert, heute weiß gestrichen und seit der Erneuerung der hölzernen Gewölberippen um 1894–1896 an der Ostwand des südlichen Seitenschiffs angebracht. An den Pfeilern in der Apsis befinden sich Statuen mit Darstellungen von Schutzheiligen alter Kapellen oder Heiligtümer in Damme, darunter Sankt Nikolaus, Sankt Georg, Heilige Magdalena und St. Katharina. Eine sitzende Eichenholzstatue der Muttergottes mit Kind (1630) steht auf dem Altar in der Kapelle, früher in der Nische des Hochaltars. Eine polychrome Statue des Fischers wurde um 1650 geschaffen. Der Hauptaltar, der Maria Himmelfahrt geweiht, steht an der Stelle des Fischeraltars; ein Sockel des barocken Marmoraltars von 1630 ist erhalten, gestiftet vom Grafen Paul de Fontaine, Militärgouverneur der Festung Damme, (nach dem eingemeißelten Wappen); der obere Teil wurde 1906 abgerissen, um die dahinter liegenden Apsisfenster wieder zu öffnen; außerdem ein hölzerner Tabernakel aus dem 18. Jahrhundert. Der Altar des Heiligen Kreuzes (1636) im nördlichen Seitenschiff ist ein barocker Altaraufbau aus Stein, Holz und Marmor. Das „wundertätige“ Kreuz (um 1620) ersetzt die ursprüngliche Statue, die der Überlieferung nach von Fischern aus Damme aus dem Meer gefischt und während der religiösen Unruhen Ende des 16. Jahrhunderts zerstört wurde. Mehrere Altäre, unter anderem der Heiligen Anna, der Heiligen Barbara, des Heiligen Eligius von Noyon, des Heiligen Adrian, des Heiligen Sebastian, der Heiligen Peter und Paul, des Heiligen Andreas und der Heiligen Drei Könige sind heute nicht mehr vorhanden.
Die Kommunionbank (1788–1790) im klassizistischen Stil wurde unter anderem mit Reliefmedaillons von Pieter de Roo junior ausgestaltet. Das Chorgestühl ist vom Anfang des 19. Jahrhunderts, die Eichenkanzel von 1675 (nach dem Datum auf dem Korb), hergestellt vom Brügger Schreiner Richard Brouckman in Zusammenarbeit mit dem Brügger Bildhauer Jan Barot; der Fries eines älteren Möbelstücks ist mit der Jahreszahl 1652 datiert. Eine Eichenholzbank ist aus der Mitte des 17. Jahrhunderts mit Paneelverkleidung und geschnitztem Fries aus Akanthusblättern geschmückt. Zwei barocke Eichenbeichtstühle aus der zweiten Hälfte des 17. Jahrhunderts stammen aus der Brügger Sint-Donaas-Kirche, die 1801 von den Franzosen abgerissen wurde, beide sind mit gedrehten Säulen, kannelierten Pilastern und Statuen von Petrus und Maria Magdalena (Süden) und Engeln (Norden) gestaltet.
Die Orgel von 1844 wurde nach einem Entwurf von Charles Van Houtte (Vichte) geschaffen, unter Verwendung von älteren Teilen (Gehäuse), die auf das Jahr 1639 zurückgehen. Sie wurde möglicherweise nach einem Entwurf von Boudewijn Ledou (Brügge) gestaltet und befand sich früher wahrscheinlich an der Südseite der Kirche und ist auf der Empore seit 1725 aufgestellt. Heute hat sie zwölf Register auf einem Manual und Pedal.
Das Marmortaufbecken stammt aus der Zeit um 1833 und wurde gestiftet von Nicolaus De Roover, dem letzten Mönch des Brügger Klosters Ten Duinen.

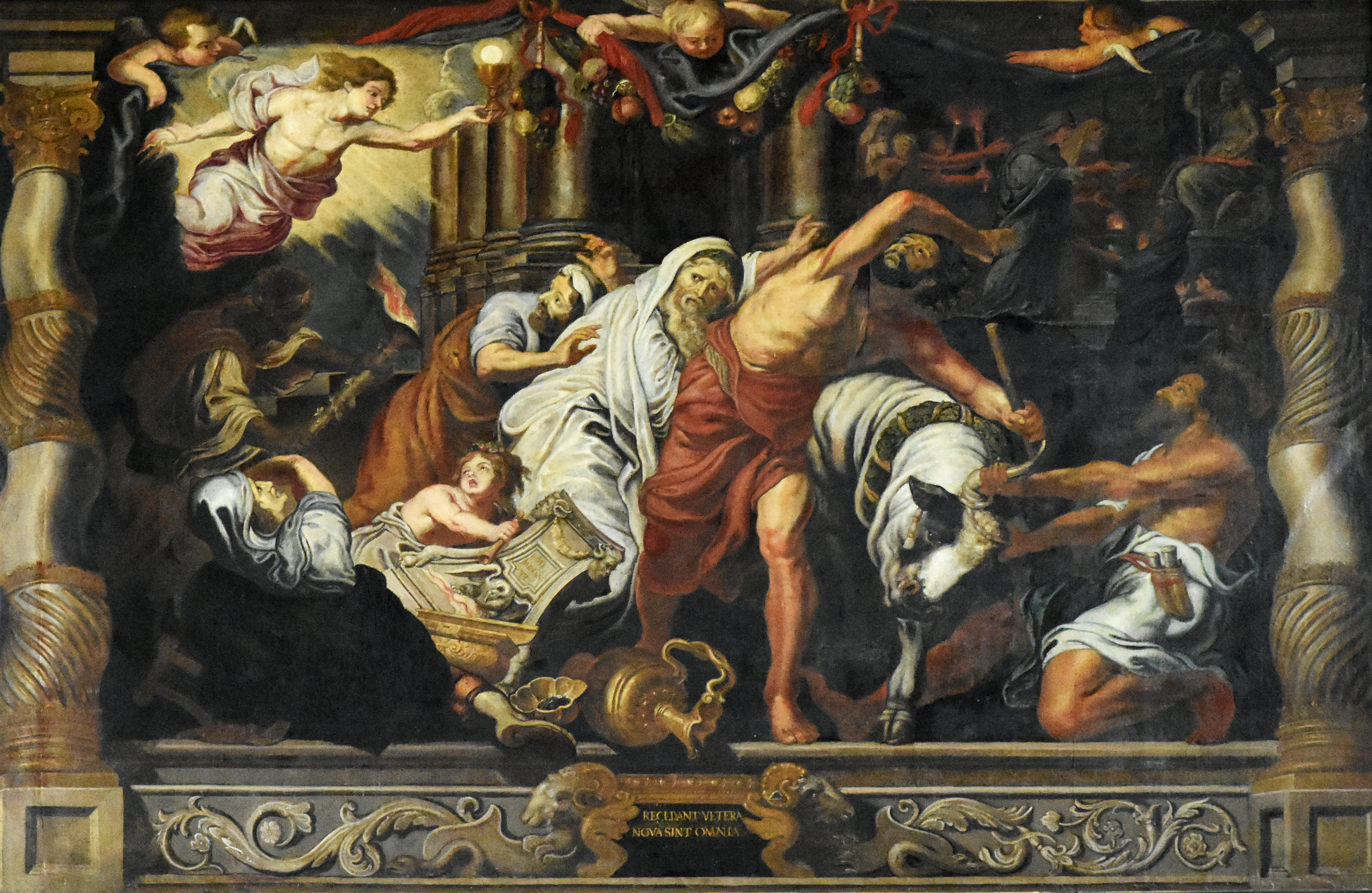
Das alte Gesetz weicht dem neuen. (nach Rubens)

Von den Gemälden sind erwähnenswert: im Südchor die „Die Himmelfahrt der Jungfrau Maria“ auf Leinwand von Jan Maes (um 1630), vom Retabel des Hochaltars; im Nordchor das Tafelgemälde des Kreuzeswunders (um 1535). An den Westwänden befinden sich zwei Gemälde auf Leinwand nach Szenen aus dem Wandteppichzyklus „Triumph der Eucharistie“ von Rubens (1653): „Das alte Gesetz weicht dem neuen“ (Norden) und „Triumph des neuen Gesetzes“ (Süden). In den Seitenschiffen sind Bilder aus den Mittelteilen alter Bruderschaftsbanner nachgebildet: „Die Muttergottes mit Kind und die Heilige Anna“ vom ehemaligen Altar der Heiligen Anna.
Mauerreste mit Fragmenten von Wandmalereien aus dem 14. Jahrhundert sind erhalten. Zahlreiche Grabsteine aus dem 14. bis 18. Jahrhundert befinden sich vor allem im nördlichen und mittleren Seitenschiff und in der Sakramentskapelle; siehe unter anderem als einzige Erinnerung an die Stadt als Sitz des Zolls die Grabsteine von „JORIS VAN CLUCHTHOVE, TOLLENAERE ONS GHEDUCHS HERE“ (13. Jahrhundert) und von „JOORIS PAELDING ONTFANGHER VAN DEN TOL ONS GHEDUCHTS HEERE“ (15. Jahrhundert). Auch von „JONCVRAUWE LIJSBETTE BAERS“ aus dem Beginenhof von Damme (1500) und von Kommandanten wie Baron Jan Baptiste de Camargo († 1648) und Don Diego de Machua de Burgas († 1676) sind Grabsteine vorhanden.
Der Grabstein des Jacob van Maerlant steht in der Nähe des Turms. Der ursprüngliche Grabstein des Dichters, der hier begraben ist, war der unmittelbare Anlass für die Eulenspiegel-Tradition in Damme im 17. Jahrhundert. Aufgrund einer falschen Interpretation der abgenutzten Inschrift und des Bildes auf dem Grabstein wurde dieser fälschlicherweise für den Grabstein von Till Eulenspiegel gehalten. So entstand in Damme eine regelrechte „Eulenspiegel-Wallfahrt“. Im Jahr 1725 wurde sogar ein neuer Text in den Grabstein gemeißelt: „GHY VOORBYGAENDER, STAET, SIET HERE UYLENSPIEGHEL; BIDT GOD FOR HIM, HY WAS EEN RECHT CLUYTSPEELDER“. Nachdem ein Pfarrer aus Damme den Grabstein Ende des 18. Jahrhunderts umdrehen ließ, wurde er schließlich 1829 in Stücke gesägt und verkauft. 1893 ließ die Stadtverwaltung nach einem Entwurf des Brügger Bildhauers Hendrik Pickery einen neuen Gedenkstein für Jacob Van Maerlant in der südlichen Turmwand aufstellen (siehe Markt, Statue von Jacob Van Maerlant). Im spitzen Dreipass ist der Autor an einem Lesepult sitzend dargestellt mit dem Text: „HIER LIGTS JACOB VAN MAERLANT BEGRAVEN“.

## Kirchenplatz
Der Kirchenplatz nördlich der Kirche ist von einer hohen Backsteinmauer mit Strebepfeilern umgeben. Der Hauptzugang erfolgt von der Kerkstraat, weitere Zugänge von der Burgstraat auf der Westseite und privater Zugang vom Gelände des Sint-Janshospitaal (siehe Nummer 33) auf der Nordseite über ein gemauertes Torgebäude unter einem Satteldach mit Flechtwerk und eine Bogenöffnung, über der sich die Mariennische mit Statue befindet. Die Anlage besteht aus Rasenflächen, die von gepflasterten Wegen durchzogen und von Spalierbäumen gesäumt sind. Im Westen freistehende Skulptur (dreiflächig) „Glance of light“ des wallonischen Künstlers Charles Delporte (siehe Burgstraat Nummer 5).
Ein Flachrelief aus Sandstein mit einer Darstellung des Till Eulenspiegel des Bildhauers Koos van der Kaaij (Brügge) auf einem Ziegelsockel an der Trennwand zum Sint-Janshospitaal. Er wurde 1963 von der noch jungen Eulenspiegel-Vereinigung Damme gestiftet und zeigt eine Darstellung von Eulenspiegel, der mit der Asche seines Vaters Klaas in der Hand geht.
Die Sagengestalt Till Eulenspiegel taucht erstmals Ende des 15. bis Anfang des 16. Jahrhunderts in den Schriften von Hermann Bote aus Braunschweig auf. Der Druck wird von Straßburg bis Antwerpen verbreitet, wo die niederländische Adaption die Grundlage für einen europaweiten Vertrieb bildet. Seit dem 17. Jahrhundert hat Damme eine große Eulenspiegel-Tradition, siehe die Fehlinterpretation des Grabsteins von Jacob Van Maerlant in der Liebfrauenkirche, die zu der Legende führte, dass Eulenspiegel dort begraben sei. 1867 erhielt seine Figur einen neuen Impuls durch das Werk „La légende d’Ulenspiegel et de Lamme Goedzak“ von Charles De Coster (1827–1879), der ihn in Damme zur Welt kommen lässt und ihn zum Freiheitshelden im Kampf der Niederlande gegen die spanische Unterdrückung unter Philipp II. stilisiert.

## Friedhof
Der Kirchhof liegt südlich der Kirche Unser Lieben Frauen Himmelfahrt mit Eingangssäulen aus Backstein, dazwischen befinden sich dekorative Eisengeländer (bemalt). Ein zentraler Nord-Süd-Zugangsweg mit ursprünglicher Pflasterung (Feldweg) verläuft zwischen Linden; die Achse wird am südlichen Ende durch zwei monumentale obeliskförmige Blaustein-Grabmäler mit Kreuzbekrönung betont. Südlich davon steht die von Bäumen umgebene Kalvarienbergkapelle, ein Backsteinbau unter Satteldach (mit dem First in der Achse des Weges) auf der Rückseite mit Eckstrebepfeilern. Ein Kalvarienberg steht in einer gewölbten Nische mit Eisengeländer. Vor der Kapelle liegt eine große Blausteinabdeckung mit schwer lesbaren Inschriften (möglicherweise ein Grabgewölbe).
Der Friedhof wird von einer Reihe monumentaler Grabdenkmäler aus Blaustein aus dem 19. und frühen 20. Jahrhundert sowie einer Reihe von gusseisernen Kreuzen und Gräbern aus der Zwischenkriegszeit dominiert. Die wertvollsten befinden sich auf beiden Seiten der Zufahrtsstraße; dazu gehören das Grabmal von Prosper des Loges (1824–1880) im neugotischen Stil, ein vertikaler Grabstein mit Giebel und korinthischen Ecksäulen, gekrönt von einem Gipfelkreuz; das Grabmal der Familie De Roo-Declercq mit einem horizontalen Grabmal und einem vertikalen Aufsatz mit einem kupfernen Christusmedaillon; ein monumentaler klassizistischer Sockel von Haneca Petrus (1792–1886), gekrönt von einem Gipfelkreuz. Die Grabplatte trägt außerdem die Inschrift „INGANK/ DER BEGRAEFPLAETS/ VAN DE FAMILIE VAN/ D’HEER FRANCISCUS/ WATELLE/ IN ZYN LEVEN/ BURGEMEESTER/ DER STEDE VAN DAMME/ OVERLEDEN 19 -BER 1807/ OUD 68 JAER“.
Angrenzend an den Friedhof des Klosters befinden sich ein Betonzaun, eine Gedenksäule und ein kleiner Bereich mit kleinen Steingrabsteinen. In die Friedhofsmauer ist ein Grabstein eingelassen (restauriert). Auf der Westseite, am Übergang zum neuen Friedhof sind ein Urnenfeld und ein Kolumbarium.
Ursprünglich an der Friedhofsmauer, jetzt an der neueren Backsteinmauer, erinnert eine Gedenktafel an die militärischen Opfer der beiden Weltkriege, enthüllt am 21. Juli 1986. Die rechteckige Granitplatte mit hervorstehender Texttafel, wird von zwei kleinen Kragsteinen getragen. Die Aufschrift lautet „MONUMENT DER GESNEUVELDEN“, „WO. I“, (Namen alphabetisch geordnet), „W.O. II“ (Namen nicht alphabetisch geordnet).